# Slavistika
Slavistika je znanost o slavenskim jezicima, književnosti, i u širem smislu o kulturi na tim jezicima.
Slavistika se je pojavila tijekom početka 18. i kraja 19. st. Jedan od osnivača slavistike je češki jezikoslovac Josef Dobrovský. 
Područja slavenskih studija su: 
- Belorusistika (bjeloruski jezik),
- Bohemistika (češki jezik),
- Bosnistika (bošnjački jezik),
- Bugaristika (bugarski jezik),
- Kroatistika (hrvatski jezik),
- Makedonistika (makedonski jezik),
- Montenegristika (crnogorski jezik),
- Paleoslavistika (staroslavenski jezik),
- Polonistika (poljski jezik),
- Rusistika (ruski jezik),
- Rusinistika (rusinski jezik),
- Slovakistika (slovački jezik),
- Slovenistika (slovenski jezik),
- Sorbistika (lužičkosrpski jezik),
- Srbistika (srpski jezik),
- Ukrajinistika (ukrajinski jezik).